# مارتن جولدسميث
مارتن جولدسميث (بالإنجليزية: Martin Goldsmith)‏ هو مقدم برامج إذاعية أمريكي، ولد في 18 أغسطس 1952.